# Header Bidding

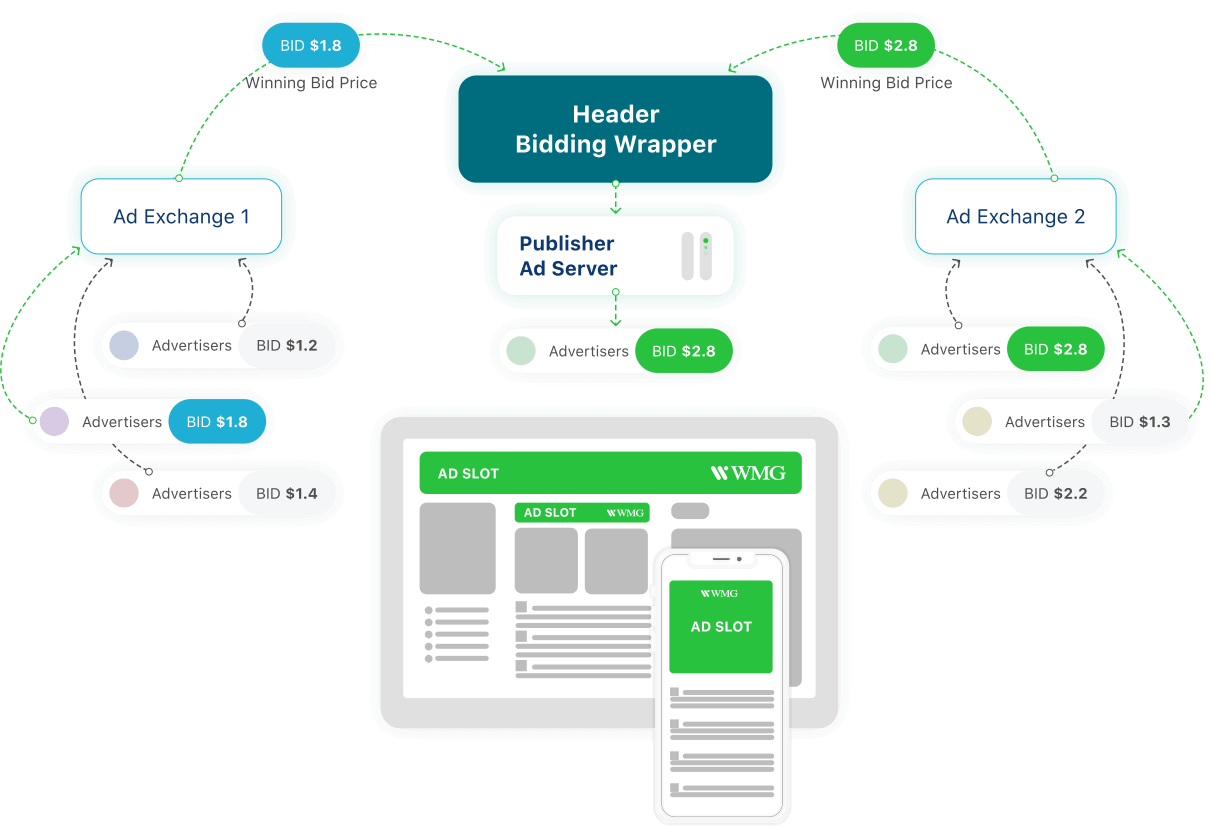
Funktionsweise von Header Bidding (Schema)

Mit Header Bidding wird eine Mechanik des automatischen Handels digitaler Werbeflächen beschrieben. Dabei zählt das Header Bidding zu der übergeordneten Disziplin des Programmatic Advertising. Im Gegensatz zu älteren Mechaniken wie dem etablierten Wasserfallmodell soll Header Bidding die Vergabe von Ad Impressions revolutionieren.

## Funktionsprinzip
Beim Header Bidding haben Publisher die Möglichkeit, verschiedenen Demandquellen einen Werbeplatz parallel anzubieten. In Echtzeit können die Nachfrager gleichzeitig für den Werbeplatz bieten. Die hieraus entstehende Konkurrenz ermöglicht den Publishern einen höheren Umsatz. Folgende Schritte erklären den Ablauf beim Header Bidding:
1. Schritt: Der Publisher installiert einen JavaScript-Code im Header der Webseite. Außerdem fügt er einen Ad-Tag ein, der auf dem Ad Server priorisiert wird
2. Schritt: Anschließend bietet der Publisher seine freie Werbefläche an und der Ad-Tag ermöglicht eine Auktion unter den Nachfragern.
3. Schritt: Die Gebote werden vom Ad-Server ausgelesen und das höchste Gebot wird ausgewählt.
4. Schritt: Der Käufer mit dem höchsten Gebot gewinnt die Werbefläche und sein Werbemittel wird eingesetzt.[2]